# BeOS
BeOS est un système d'exploitation développé par la société américaine Be Inc., fondée en 1991 par le français Jean-Louis Gassée, un ex-dirigeant d'Apple. Initialement conçu pour un ordinateur spécifique, la BeBox, il a d'abord été adapté au Macintosh, puis au PC en 1998.

## Description technique
BeOS supporte le multiprocesseur, est entièrement multitâche et multi-thread. Son système de fichier BFS est journalisé en 64 bits, et utilise des technologies issues des bases de données, telles que l'indexation.
En outre, son interface homme-machine est minimaliste. L'interface de programmation native est presque entièrement objet et écrite en C++.

## Les versions libres ou basées sur BeOS R5
La dernière version sortie est BeOS R5. Le rachat par Palm de Be Inc en 2001 marque la fin des éditions commerciales de BeOS, alors en version BeOS R5. Toutefois, plusieurs projets libres et/ou gratuits contribuent au développement de différents successeurs de ce système.
Haiku (anciennement OpenBeOS) est une version de BeOS basée sur le noyau NewOS qui a pour principal but d'être le plus proche possible de BeOS R5, dans sa version R1, avec notamment une compatibilité binaire (les applications n'auront pas besoin d'être recompilées). C'est un projet libre. Basé sur BeOS 5 Personal Edition, le projet BeOS 5 Developer Edition ou Deved est maintenu par un Français, propose une distribution à jour et est en permanente évolution.

## Une version propriétaire
La société allemande yellowTAB, éditée par Magnussoft, a développé une version mise à jour de BeOS nommée ZETA. Cette version était basée sur la version 5.1 de BeOS qui était encore en version bêta dans les bureaux de Be Inc. lors de son rachat par Palm. Des problèmes juridiques ont obligé l'éditeur Magnussoft à interrompre la distribution de ce produit en 2007.

## Historique

### Be Inc.
L'entreprise est fondée en octobre 1990 par Jean-Louis Gassée, un français, et Steve Sakoman, venant respectivement d'Apple et d'Hewlett-Packard.
Sakoman a lui aussi commencé sa carrière chez HP, il fut ensuite engagé par Apple en 1984, pour ses connaissances sur les ordinateurs portables. Il sera ensuite à la tête du groupe Newton PDA, qui pour rappel était l'un des premiers PDA (Assistant Personnel Digital). Steve Sakoman a également été directeur des produits et technologies chez Silicon Graphics lors du projet de la Nintendo 64.
Be s'implante à Menlo Park en Californie avant d'ouvrir une antenne européenne à Paris ainsi qu'une à Tōkyō pour l'Asie. Le projet des fondateurs était de concevoir un système nouveau, dédié aux applications multimédia, dans la lignée des Amiga.

### La BeBox
À peine un an après, un premier prototype fondé sur le processeur Hobbit d'AT&T est prêt ; celui-ci est le même que dans les premiers modèles Newton. Le second prototype voit son apparition en 1991, il s'agit alors d'une machine sans interface graphique, utilisant deux processeurs et trois DSP : pour la téléphonie, l'audio et la vidéo ; elle préfigure l'orientation multimédia.
Sakoman construit une trentaine de BeBox I dans son garage, avec l'aide de plusieurs ingénieurs de Be Inc. et de son fils de douze ans. Il continuera à développer plusieurs adaptateurs. AT&T décidant de mettre fin à la production des Hobbit, Be Inc. se tourne alors vers les PowerPC (PPC) d'IBM qu'Apple a intégrés dans ses Macintosh en remplacement des 68000 de Motorola.
La première révision de la BeBox PowerPC n'est pas moins qu'une BeBox I hybride munie d'une carte d'adjonction (soit 2 Hobbit/3 DSP/2 PPC), celle-ci permettra aux développeurs de concevoir le port PPC.
Le 3 octobre 1995, la première BeBox fait son apparition publique.
La BeBox, munie de ses deux processeurs PowerPC, est commercialisée en 1996 avec la version DR5 (DR = « Developer Release ») du logiciel, mais ne sera livrée en quantité qu'à partir de la version suivante. Ce délai est notamment dû à la demande trop importante et à la finalisation de la DR7.

### BeOS
Le système d'exploitation de la BeBox trouvera enfin son nom en février 1996 : BeOS. La version DR8 suit, un port pour Macintosh apparaît pour Power Macintosh en janvier 1997 avec la DR8.2.
La société interrompt la production de ses BeBox en janvier 1997, elle concentre alors ses efforts sur le système d'exploitation.

### Relations avec Apple
Apple, qui recherche alors de nouvelles technologies pour son futur système d'exploitation (qui deviendra Mac OS X), voit BeOS à la fois comme un concurrent et comme un associé potentiel. L'entreprise demande un prix trop élevé selon Apple, 200 millions de dollars, qui préférera investir le double dans la plate-forme NeXTSTEP de Steve Jobs, ce qui n'est pas surprenant étant donné la position que celui-ci avait occupée chez Apple auparavant. Il reprendra d'ailleurs rapidement la tête de l'entreprise.

### Relations avec Intel
Contraint d'abandonner le monde d'Apple qui n'autorise plus les clones basés sur le G3, Be Inc. migre alors vers la plate-forme x86, communément appelée PC, dominée par Intel et AMD. Intel devient même actionnaire de la petite société en 1997, la Preview Release arrive la même année. 
BeOS version R3 (Release 3) arrive en mars 1998, et devient alors disponible pour le grand public. Il est disponible pour l'architecture PC, et un port pour PowerPC apparaît un mois après.

### Relations avec Microsoft
Avec le travail d'une cinquantaine d'ingénieurs seulement, BeOS 4 est finalisé en novembre 1998.
La société conclut des contrats avec certains constructeurs informatiques, tel Hitachi, dans le but de fournir des ordinateurs pré-installés avec BeOS et Windows.
Be ne parvient pas à signer de contrat avec les fabricants, cela prive ainsi l'entreprise du principal vecteur de distribution.
En 1999 sort la version 4.5. BeOS fonctionne toujours sur les BeBox, les PowerPC et les processeurs x86. Outre les petites phrases Haiku, il permet de consulter le développement interne. Un accord est obtenu avec Opera qui fournit un navigateur Web, plus riche en fonctionnalités que celui fourni en standard, NetPositive.
L'entreprise est cotée au Nasdaq le 20 juillet, elle propose 6 millions d'actions.

### BeIA
En janvier de l'an 2000, l'entreprise n'arrive toujours pas à atteindre la rentabilité.
Elle décide donc de se focaliser complètement sur le marché des « appareils communicants ».
BeIA (Be Internet Appliances) est donc développé sur la base de BeOS, il s'agit d'un système d'exploitation allégé destiné aux futurs appareils connectés à Internet, tels que TV, PDA, etc.
Il y eut plusieurs accords pour fournir BeIA avec, entre autres, Compaq et Sony.
Be Inc. développe BeIA MAP, la première plate-forme de gestion complète des « appareils communicants ». MAP comporte un serveur qui permet de gérer les clients BeIA à distance.

### BeOS R5
L'entreprise étant clairement préoccupée par BeIA, BeOS est mis temporairement de côté, au détriment des utilisateurs.
Dans un même temps, elle offre une version gratuite (la PE, pour Personal Edition) de la R5 en mars 2000, qui fut téléchargée plus d'un million de fois, sans être profitable économiquement à Be.

### We loved Being
Compaq brisera l'accord de confidentialité en faisant part à Microsoft de son projet d'appareil Internet avec BeIA. Finalement, Compaq utilisera une version allégée de Windows.
Les investisseurs placeront plus de 100 millions de dollars en 10 ans, alors que les revenus ne dépasseront jamais plus de 3 millions par an.
Les finances s'amenuisent et Be Inc. est contraint de cesser ses activités en 2001.
Après avoir revendu (pour 11 millions de dollars) sa propriété intellectuelle à Palm où la plupart des ingénieurs trouvent refuge, Be intente un procès à l'égard de Microsoft. Le 6 septembre 2003, elle obtient 23,25 millions de dollars, alors qu'à une époque, Be était évaluée à 1 milliard de dollars. Cette somme sera reversée à ses actionnaires, et Microsoft n'admettra aucun méfait.

### Haiku et les autres

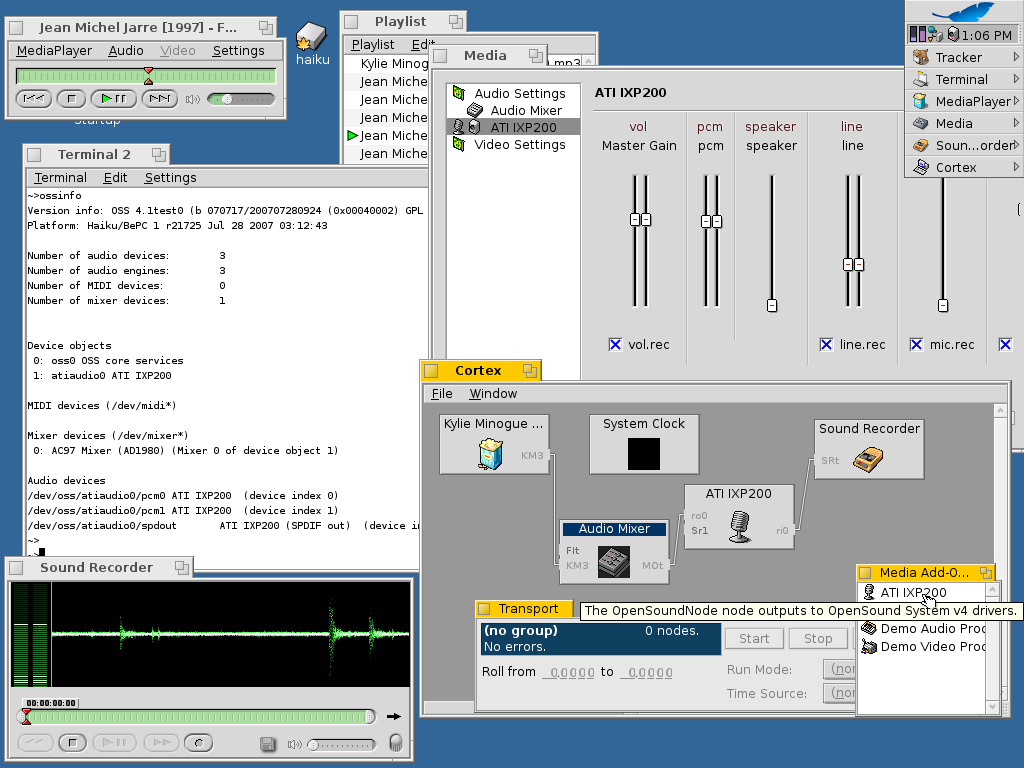
Haiku

Après l'annonce de la fermeture de Be, plusieurs initiatives voient le jour pour faire revivre une version libre de BeOS, comme BlueEyedOS, BeFree ou encore Cosmoe, qui se basent sur un noyau Linux ou FreeBSD (pour BeFree). Depuis, tous ces projets sont à l'abandon, seul Haiku (anciennement OpenBeOS) est toujours actif.
Ce projet a pour objectif de redévelopper de zéro BeOS, tout en gardant la compatibilité au niveau des exécutables, là où les autres projets gardaient une compatibilité avec les sources uniquement.
BeOS a inspiré un autre projet de système d'exploitation libre, Syllable, qui est toujours actif.

### ZETA
yellowTAB (de), une société allemande, a repris le développement de BeOS, et a continué l'évolution de BeOS avec ZETA. En 2006, YellowTab a été judiciairement liquidée. Le développement et la distribution de ZETA a été repris par la société Magnussoft (en).
Zeta se veut être la R6 de BeOS, (zêta est la 6e lettre de l'alphabet grec) et est d'ailleurs basée sur la version qui était en cours de développement par Be lors de leur fermeture. Elle apporte maintes nouveautés, telles des icônes vectorielles (SVG), une réécriture complète de la couche réseau, un support plus complet de l'USB. D'autres technologies sont annoncées telles que Java ou encore OpenGL.
La société yellowTAB n'a jamais expliqué comment elle avait obtenu les sources du système d'exploitation de Be, celui-ci étant la propriété de Palm Computing. Un doute subsiste donc sur la légalité du projet.
Lorsque le japonais Access a racheté Palm Source, société qui détenait la propriété intellectuelle de BeOS, des contacts ont été établis avec yellowTAB afin de clarifier la situation concernant ZETA. Mis au courant, l'éditeur de ZETA, Magnussoft, préféra stopper temporairement la distribution du système. Sans réponse de yellowTAB, et pour éviter tout problème juridique avec Access, l'éditeur mit définitivement un terme à la distribution de ZETA en avril 2007.
L'accord de distribution conclu entre YellowTab et Magnussoft expirant fin 2007, ZETA restera au point mort.

### Haiku
Haiku (anciennement OpenBeOS) est un système d'exploitation libre. Son but est d'être une version libre de BeOS.